# Swarovski

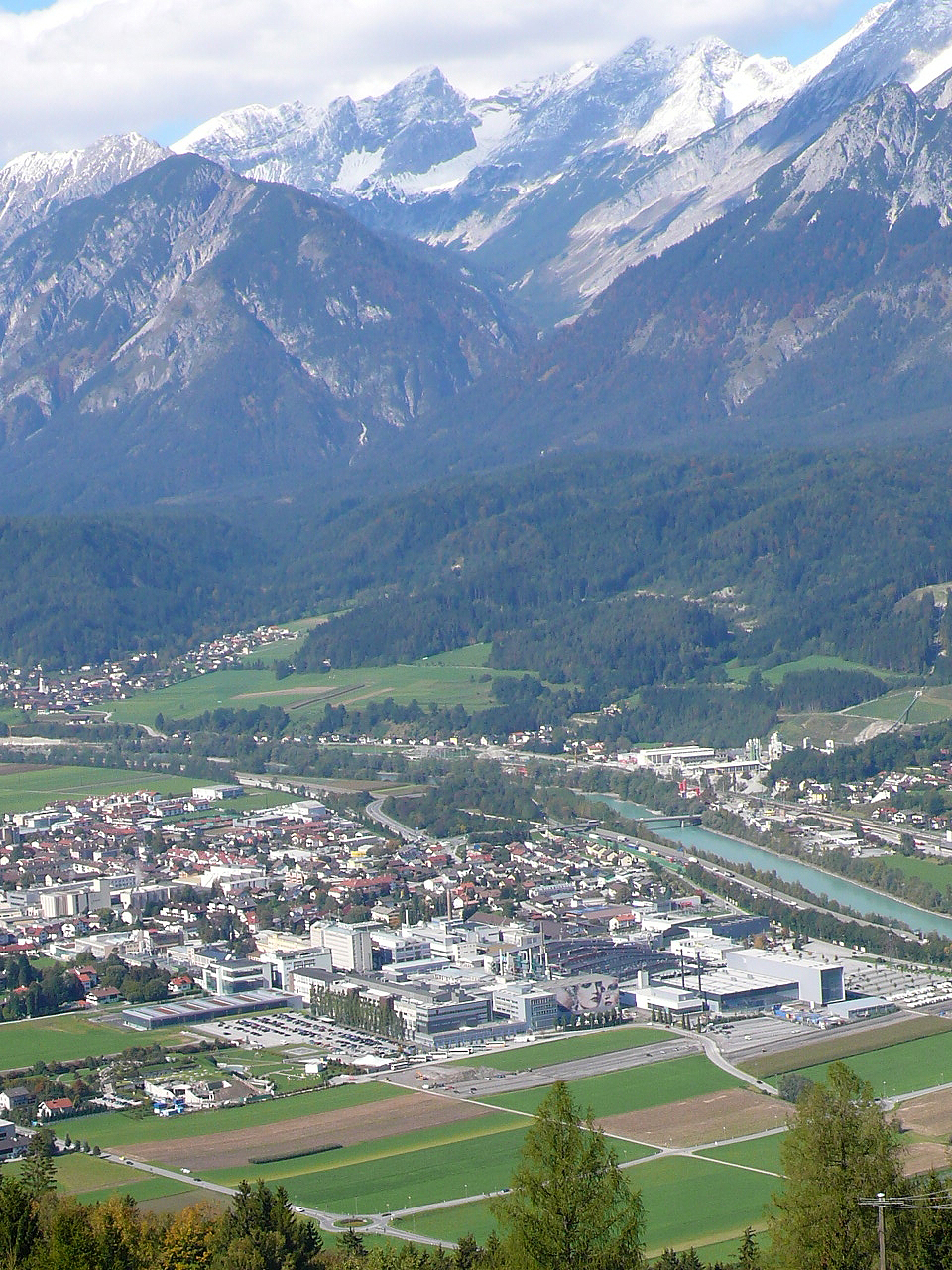
Swarovskis huvudkontor i Wattens.

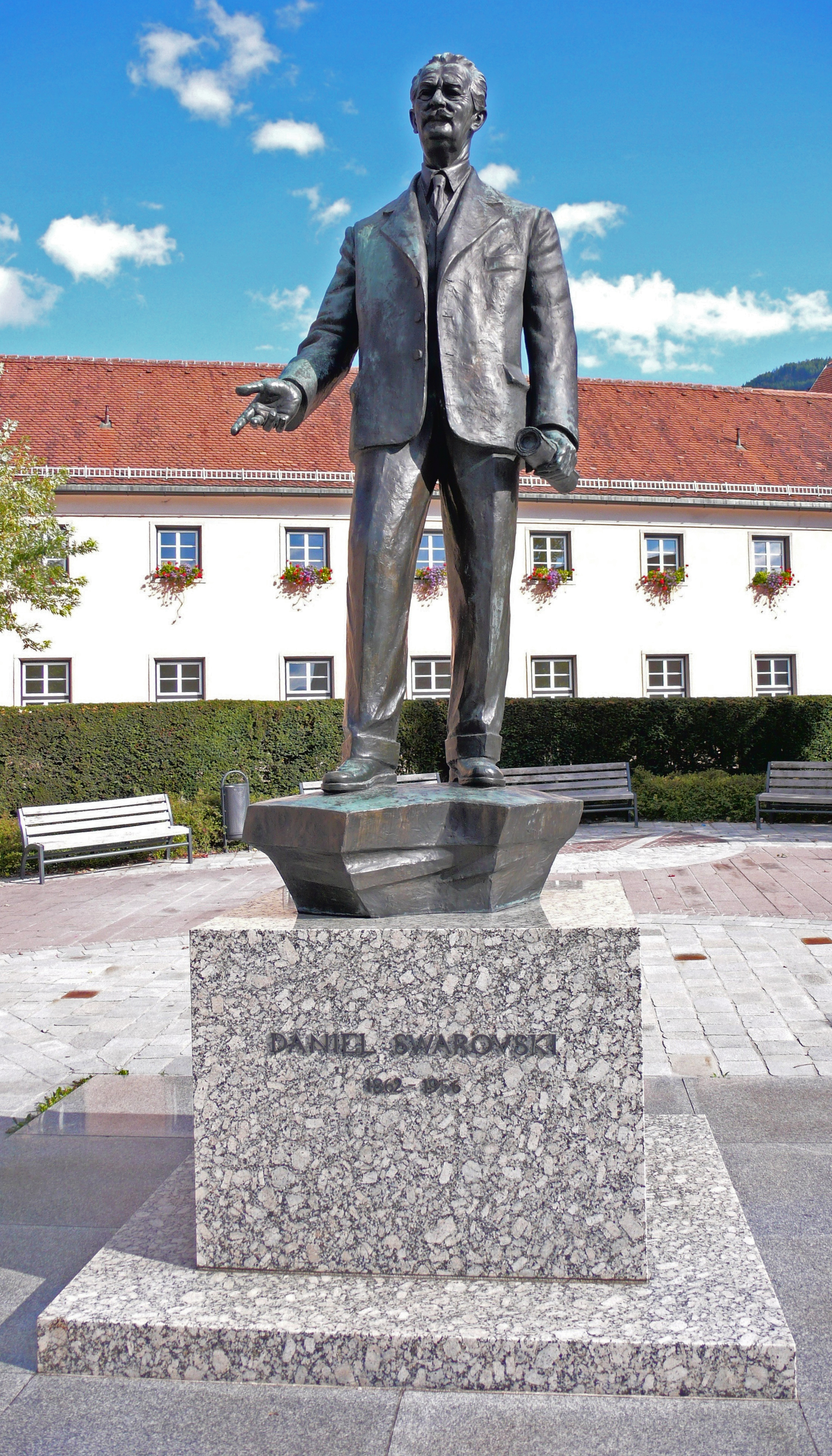
Företagets grundare Daniel Swarovski (1862-1956). Skulptur i Wattens av Gustinus Ambrosi.

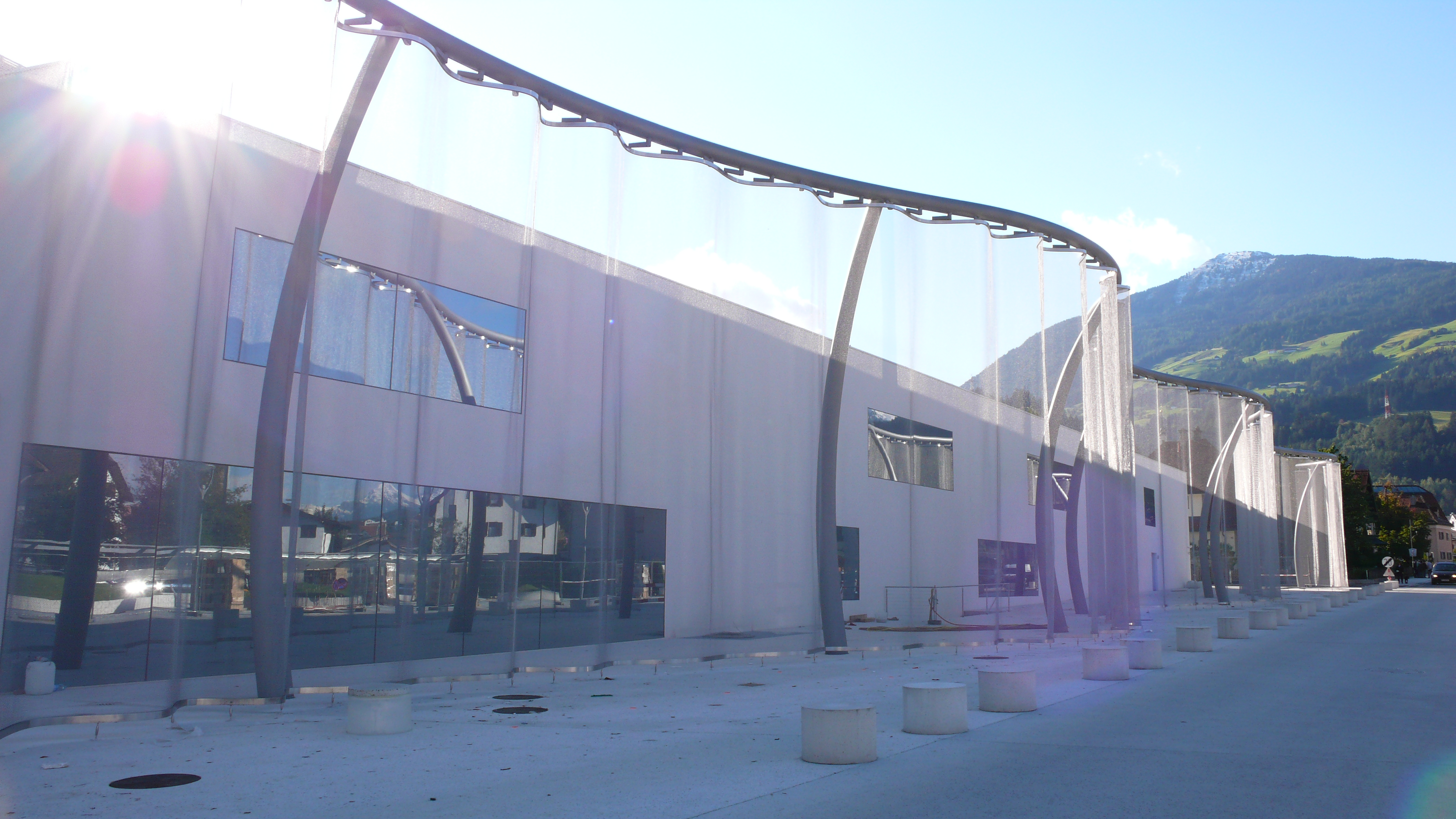
Swarovskistraße i Wattens, september 2007.

Swarovski är en österrikisk tillverkare av kristallglas eller strass med huvudkontor i Wattens, Österrike
Swarovskikristallen föddes när Daniel Swarovski uppfann den automatiska slipmaskinen 1892. Företaget Swarovski bildades när han 1895 öppnade en kristallfabrik i Wattens.
Swarovskikristall innehåller ca 32% bly och 4% titan för att maximera reflektion.